# Gynoplistia isolata
Gynoplistia isolata là một loài ruồi trong họ Limoniidae. Chúng phân bố ở miền Australasia.